# .rs
.rs為塞爾維亞國家及地區頂級域（ccTLD）的域名。該域名於2007年9月24日啟用，2008年3月10日開放註冊。二級域名沒有註冊限制，三級域名的限制取決於二級域名的名稱。

## 外部連結
- IANA .rs whois information（页面存档备份，存于）
- .RS List of Accredited Registrars（页面存档备份，存于）